# دوردي فيليبوفيتش
دوردي فيليبوفيتش (بالصربية: Ђорђе Филиповић)‏ (مواليد 6 نوفمبر 1978) هو سبّاح صربي، مثّل بلاده في الألعاب الأولمبية الصيفية 2000.

## روابط خارجية
دوردي فيليبوفيتش على موقع الاتحاد الدولي للسباحة (الإنجليزية)
- دوردي فيليبوفيتش على موقع اللجنة الأولمبية الدولية (الإنجليزية)
- دوردي فيليبوفيتش على موقع أوليمبيديا (الإنجليزية)